# Met Breuer

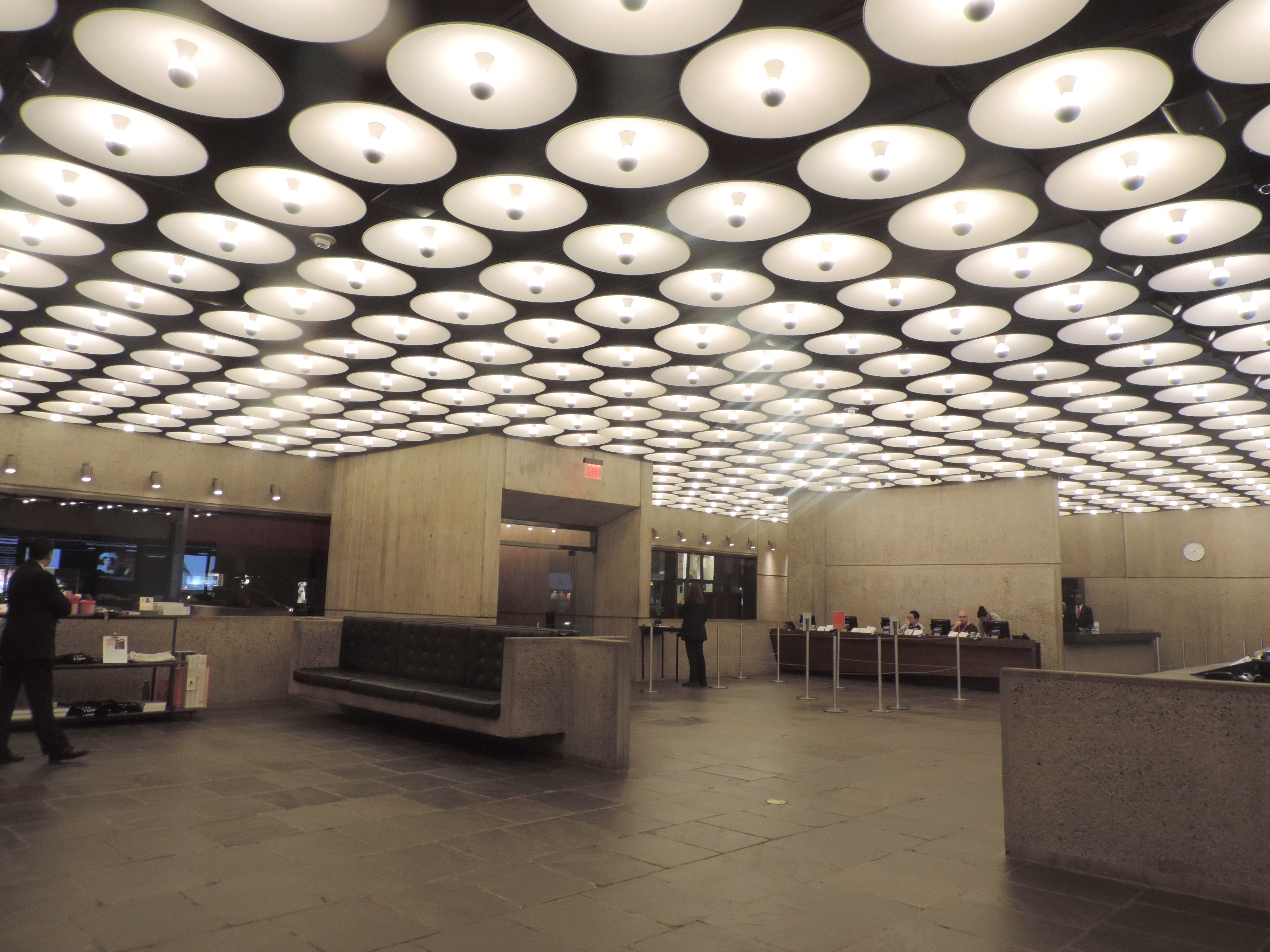
Nou hall d'entrada

El Met Breuer (pronunciat broy-ər) és un museu d'art modern i contemporani que hi ha a la Ciutat de Nova York i que forma part del Metropolitan Museum of Art (MET). La col·lecció del Met Breuer prové del MET i s'hi organitzen exposicions temàtiques i monogràfiques. El museu va obrir les portes el mes de març de 2016 en l'edifici que abans ocupava la Whitney Museum of American Art i va el va dissenyar Marcel Breuer.

## Orígens
L'any 2008 el filantrop Leonard Lauder va idear el projecte Met Breuer. Finalment, el 2011 es va signar un conveni entre el MET i el Museu d'Art Americà Whitney després de tres anys de negociacions.
El museu va obrir les portes el març de 2016, després d'un any i mig de treballs de preparació que van costar aproximadament 600 milions de dòlars. Els arquitectes Beyer Blinder Belle es van encarregar de la reforma de l'edifici, dissenyat inicialment per Marcel Breuer. El nou Met Breuer té un pressupost operatiu anual de 17 milions de dòlars i s'ha creat amb l'objectiu d'incrementar la difusió de les col·leccions del Museu Metropolità, amb una especial focus en l'art modern. L'edifici funciona mitjançant un arrendament per un període de 8 anys, amb l'opció per renovar cinc anys i mig més, fins aproximadament el 2029.
La responsable del projecte és Sheena Wagstaff, que havia estat membre de l'equip de la Tate Modern, i cap del departament d'Art Modern i Contemporani des del 2012. El director del Metropolitan, Thomas P. Campbell, ha demanat una especial atenció al projecte digital del Breuer, amb l'objectiu de facilitar la transferència de coneixement, l'accessibilitat i d'incrementar l'impacte de la col·lecció. Tant Campbell com Wagstaff consideren el Breuer com una creació escultòrica obra d'art en si mateixa.
En l'obertura del museu va destacar un estudi de Nasreen Mohamedi i l'exposició "Unfinished: Thoughts Left Visible", amb obres incompletes dels darrers 500 anys, des del Renaixement italià a pintures contemporànies. L'exposició també va presentar una obra de Pablo Picasso de 1931 mai exposada abans Dona en butaca vermella] així com una obra de Kerry James Marshall, qui tindrà una exposició monogràfica al Breuer en un futur.

## Exposicions[Cal actualitzar]
- 2016: Nasreen Mohamedi[17]
- 2016: "Unfinished: Thoughts Left Visible"[18]

## Galeria seleccionada
Per ordre alfabètic de cognoms

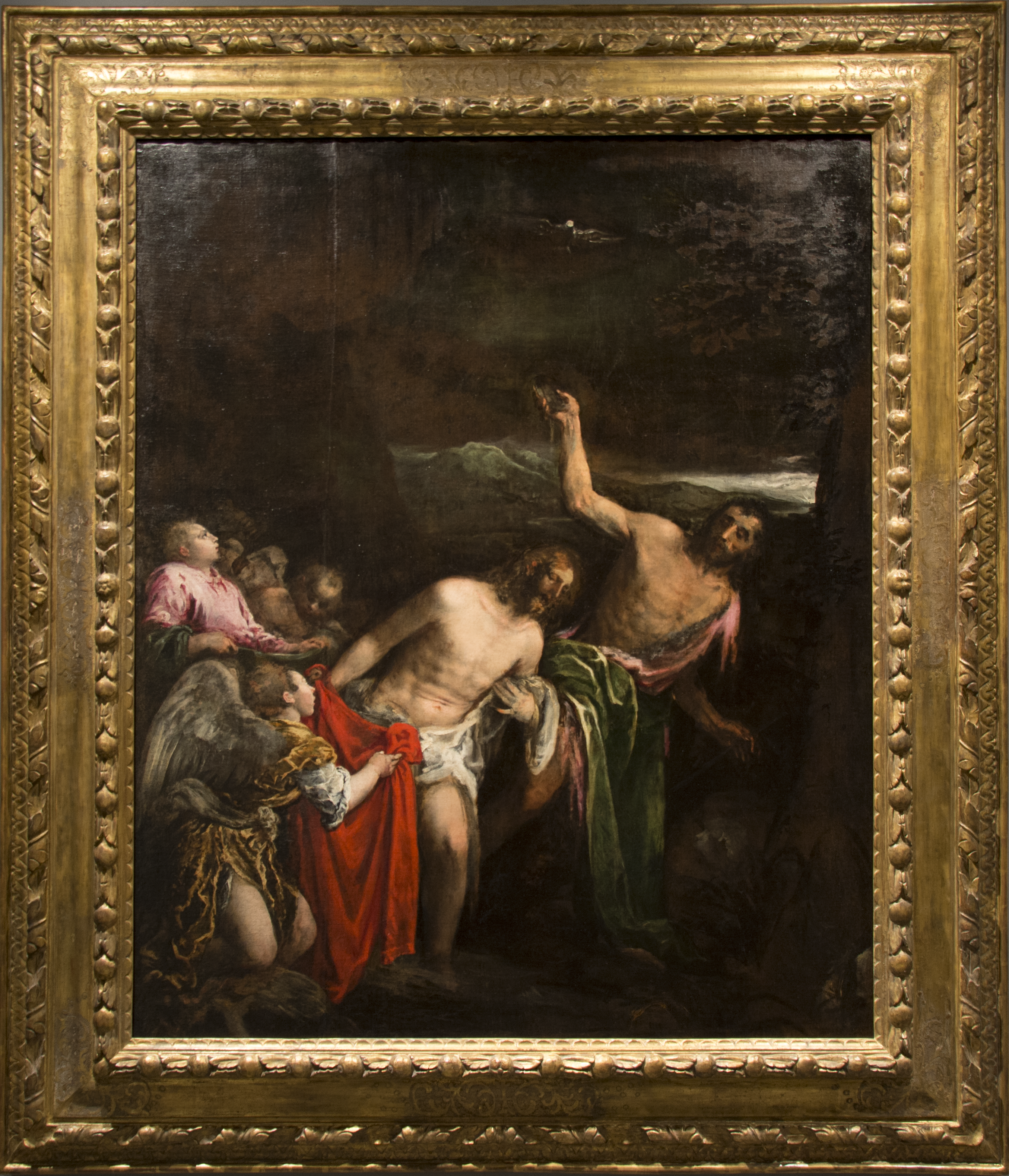
Jacopo Bassano The Baptism of Christ c. 1590
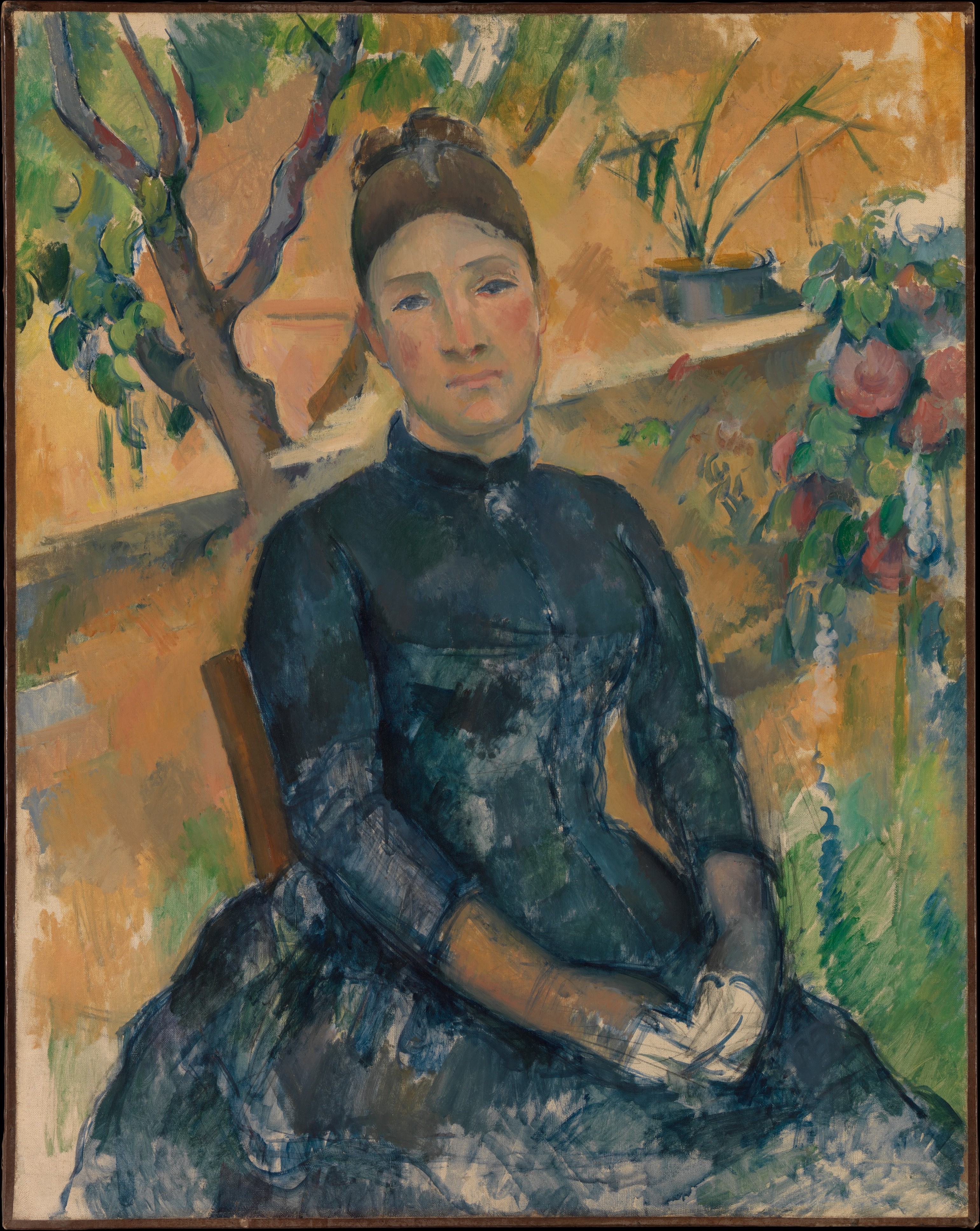
Paul Cézanne Madame Cézanne in the Conservatory 1891
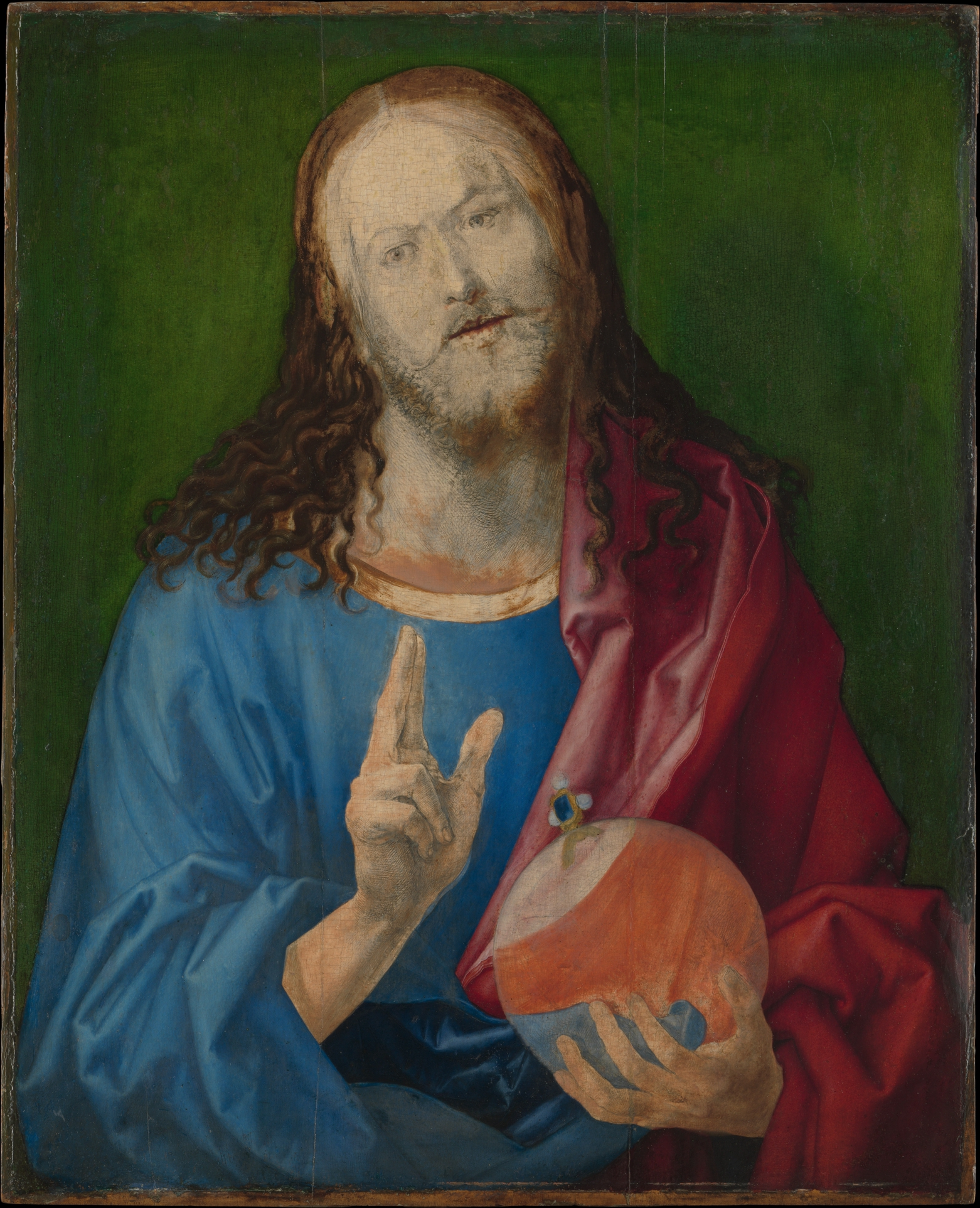
Albrecht Dürer Salvator Mundi c. 1505
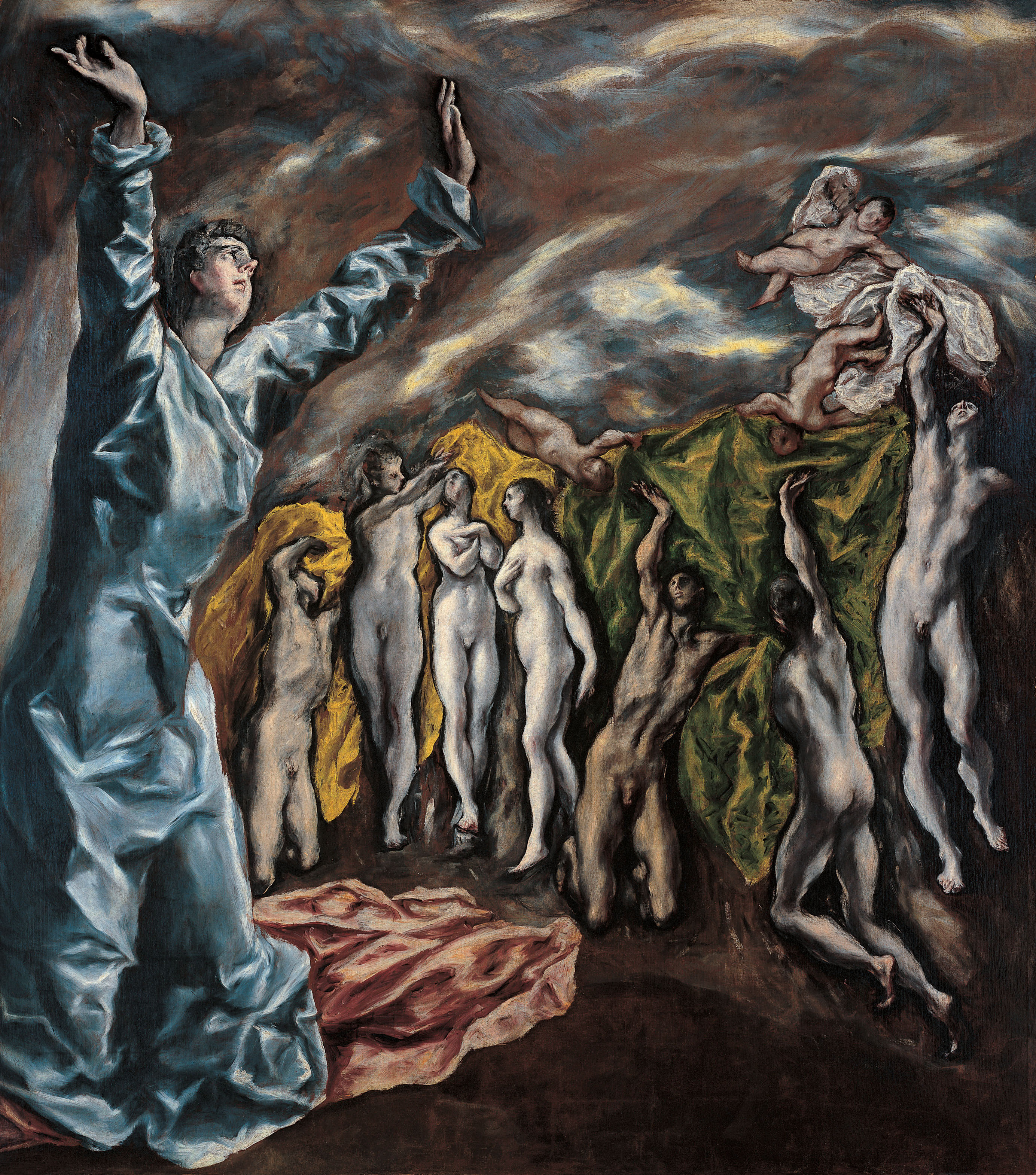
El Greco The Vision of Saint John c. 1609-14
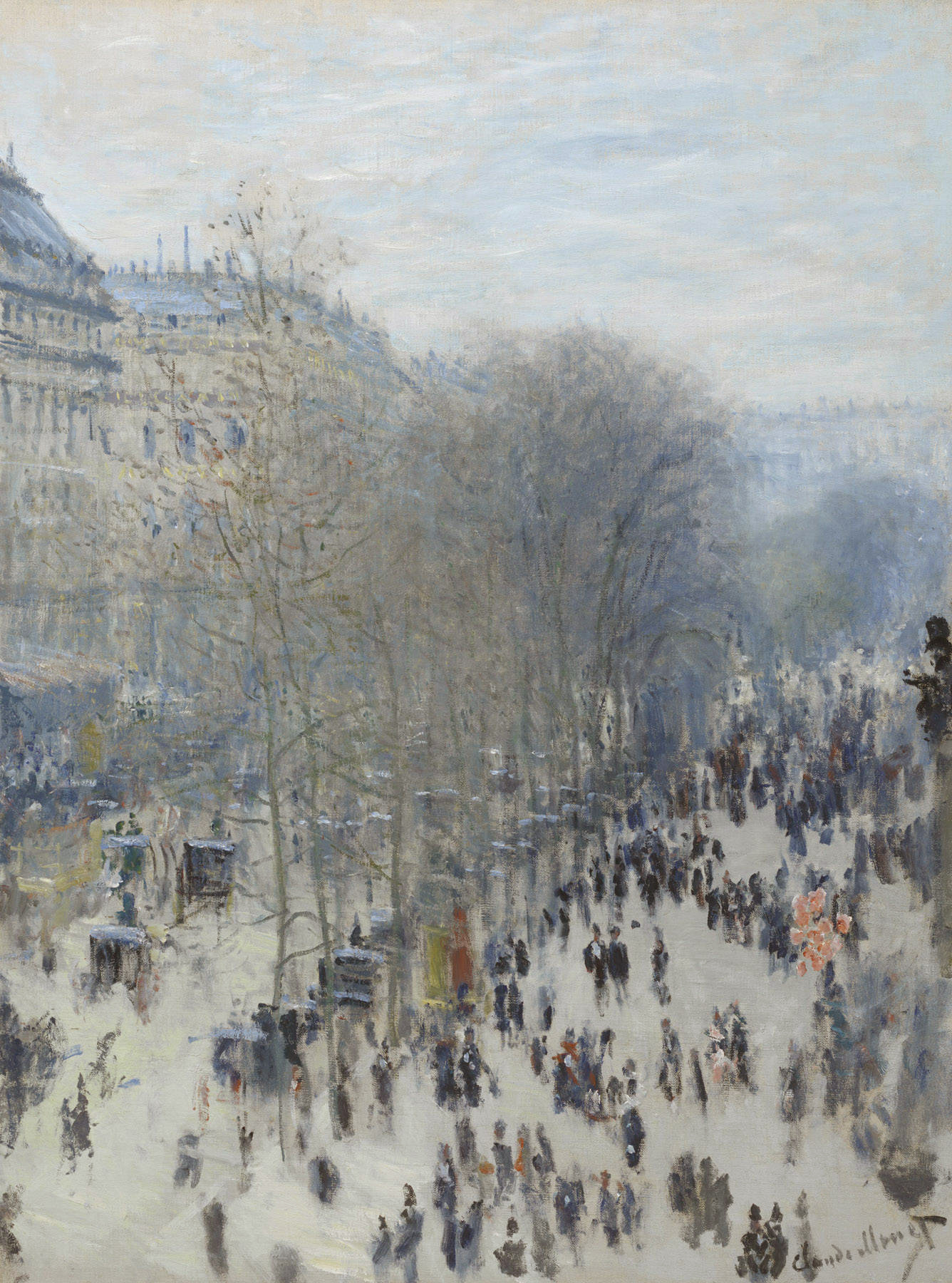
Claude Monet Boulevard des Capucines 1873-74
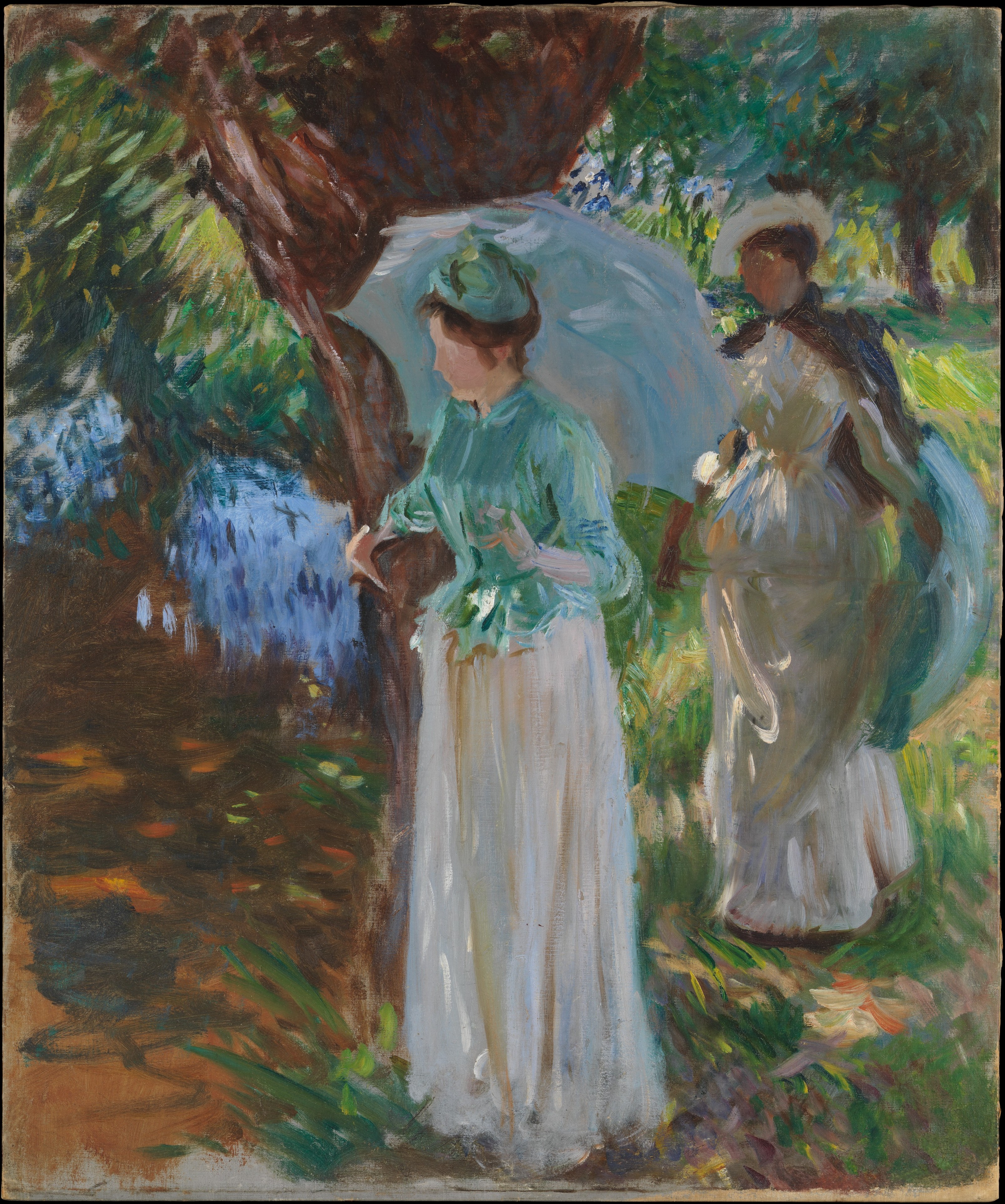
John Singer Sargent Two Girls with Parasols 1889